# Mondwater

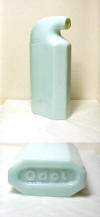
Odol-flesje (19de eeuw).

Mondwater of mondspoelmiddel is een vloeistof die incidenteel (niet dagelijks) gebruikt kan worden als aanvulling naast het tandenpoetsen.
Soms kan het dienen als tijdelijk vervangingsmiddel van gebruikelijke mondhygiëne. bijvoorbeeld wanneer na het trekken van een tand of kies de wond het poetsen nog niet toelaat, voornamelijk omdat het mechanisch poetsen weefselirritatie veroorzaakt en zo het genezingsproces in de weg staat.

## Gebruik
Mondspoelmiddelen kunnen het gebruik van flossen, tandenstokers en het tandenpoetsen niet vervangen. Vaak veroorzaken mondspoelmiddelen een tijdelijke frisse geur. Ze worden vaak gebruikt door mensen met halitose. Een nadeel van veel mondspoelmiddelen is dat ze de smaakperceptie negatief veranderen.
Het voordeel van het gebruik van mondwater is dat dit op plekken kan komen waar een tandenborstel, tandenstoker of tandzijde niet bij kan. Zo verbetert de mondgezondheid en verkleint mogelijk de kans op cariës.

## Soorten
Er zijn verschillende soorten mondspoelmiddelen. De meeste zijn bij een drogist of supermarkt verkrijgbaar zoals salinemondspoelmiddelen. Deze bevatten een zoutoplossing of fluoridemondspoelmiddelen. Deze fluoridemondspoelmiddelen bevatten fluoride; een actief bestanddeel dat het tandglazuur opnieuw mineraliseert en dus sterker maakt. Nog andere mondspoelmiddelen zijn alleen bij een apotheek verkrijgbaar op recept, zoals chloorhexidine. Chloorhexidine doodt bacteriën en wordt dan ook vaak voorgeschreven bij een mondaandoening of na een tandheelkundige ingreep in de mond. Langdurig gebruik van chloorhexidine is niet aanbevolen, omdat het ook de nodige goede bacteriën doodt.
Mondspoelmiddelen zonder alcohol hebben de voorkeur, aangezien alcohol de mond uitdroogt wat plaquevorming en slechte adem kan stimuleren. Ook werkt alcohol katalyserend in combinatie met zure dranken wat tanderosie stimuleert. Tanderosie kan leiden tot onomkeerbare glazuurbeschadiging of tandafbraak. Ten slotte kan men na gebruik van alcoholhoudend mondwater positief testen voor een alcoholademtest zonder daadwerkelijk te hebben gedronken.

## Risico's
Een onderzoek uit 2012 heeft aangetoond dat het gebruik van op chloorhexidine gebaseerd mondwater kan leiden tot een verhoging van de bloeddruk en daarmee het risico op een hartaanval verhoogt. De verhoging van de bloeddruk lijkt het gevolg te zijn van het doden van "goede" bacteriën door het gebruik van mondwater, naast het beoogde doden van "slechte" bacteriën.
Ook hebben twee onafhankelijke onderzoeken aangetoond dat regelmatig gebruik van mondwater dat alcohol bevat het risico op mond- en keelkanker verhoogt.